# Public Eye Award

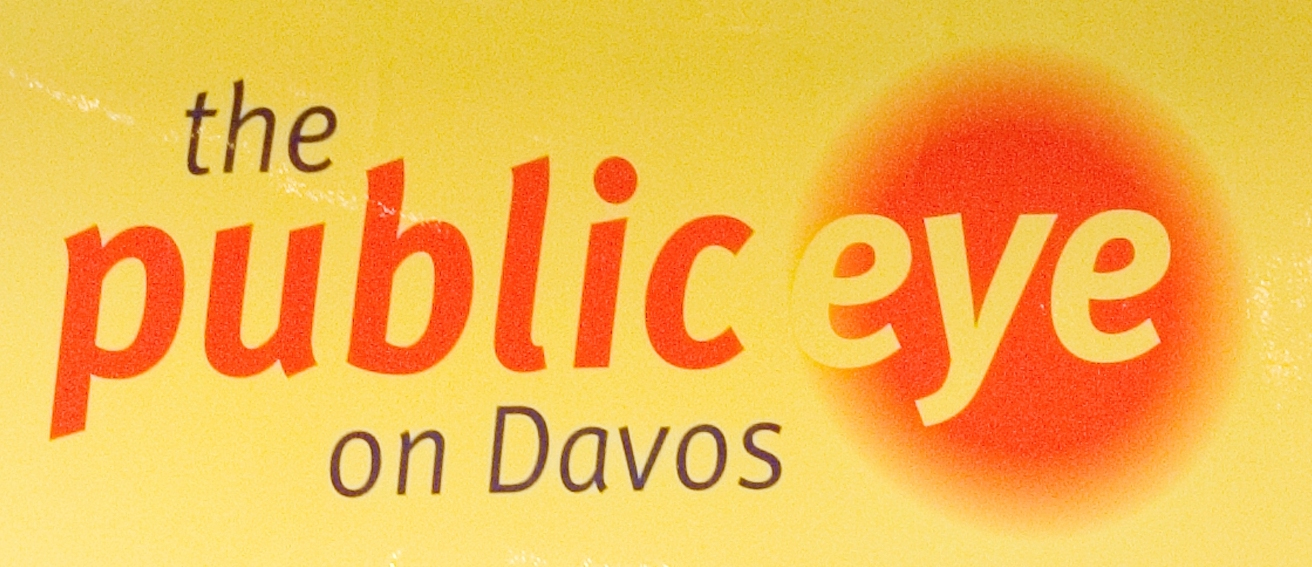

A Public Eye, promovida todos os anos desde 2000, é um contra-evento realizado em conjunto com o World Economic Forum (WEF) em Davos.
O projeto envolve ONGs de todo o mundo coordenado pela Declaração de Berna e Greenpeace. A premiação critica empresas que criam globalização unicamente para fins lucrativos. Foi comemorado uma festa da décima edição do evento em 28 de janeiro de 2009.